# Шэръяг
 Шэръяг  — посёлок в Усть-Куломском районе Республики Коми в составе сельского поселения Дон.

## География
Расположен на правом берегу реки Вычегда на расстоянии примерно 31 км по прямой от районного центра села Усть-Кулом на восток-юго-восток.

## История
В переводе с коми центральный бор. Известен с 1948 года как лесопункт и посёлок для спецпереселенцев, в 1949 здесь проживало 59 высланных власовцев. В 1963 здесь проживал 201 человек, в 1970 259, в 1989 332, в 1995 158 человек.

## Население
Постоянное население составляло 246 человек (коми 87 %) в 2002 году, 203 в 2010.